# Setihercostomus zonalis
Setihercostomus zonalis är en tvåvingeart som först beskrevs av Yang, Yang och Li 1998.  Setihercostomus zonalis ingår i släktet Setihercostomus och familjen styltflugor. Inga underarter finns listade i Catalogue of Life.